# Maj-Guba
Maj-Guba (ros. Май-Губа, krl. Maiguba) – stacja kolejowa w miejscowości Majguba, w rejonie siegieżskim, w Karelii, w Rosji. Położona jest na linii Wołchow - Murmańsk.
W 1919, podczas wojny domowej w Rosji, miały tu miejsce walki pomiędzy interwencyjnymi wojskami fińskimi a komunistami. Na budynku stacji znajduje się tablica upamiętniająca rozstrzelanego tu przez interwencyjne wojska fińskie, bolszewickiego rewolucjonistę Wasilija Sołunina.

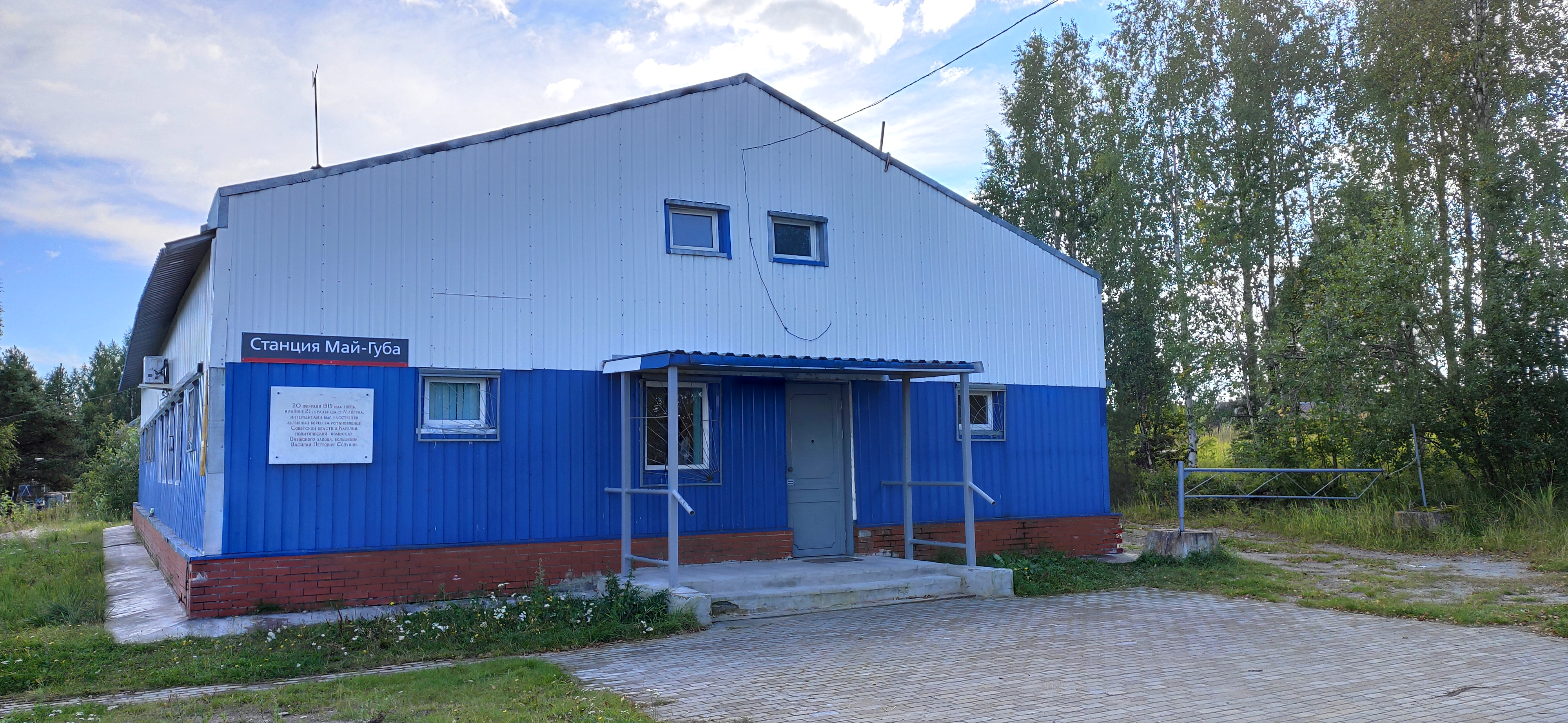
budynek stacyjny
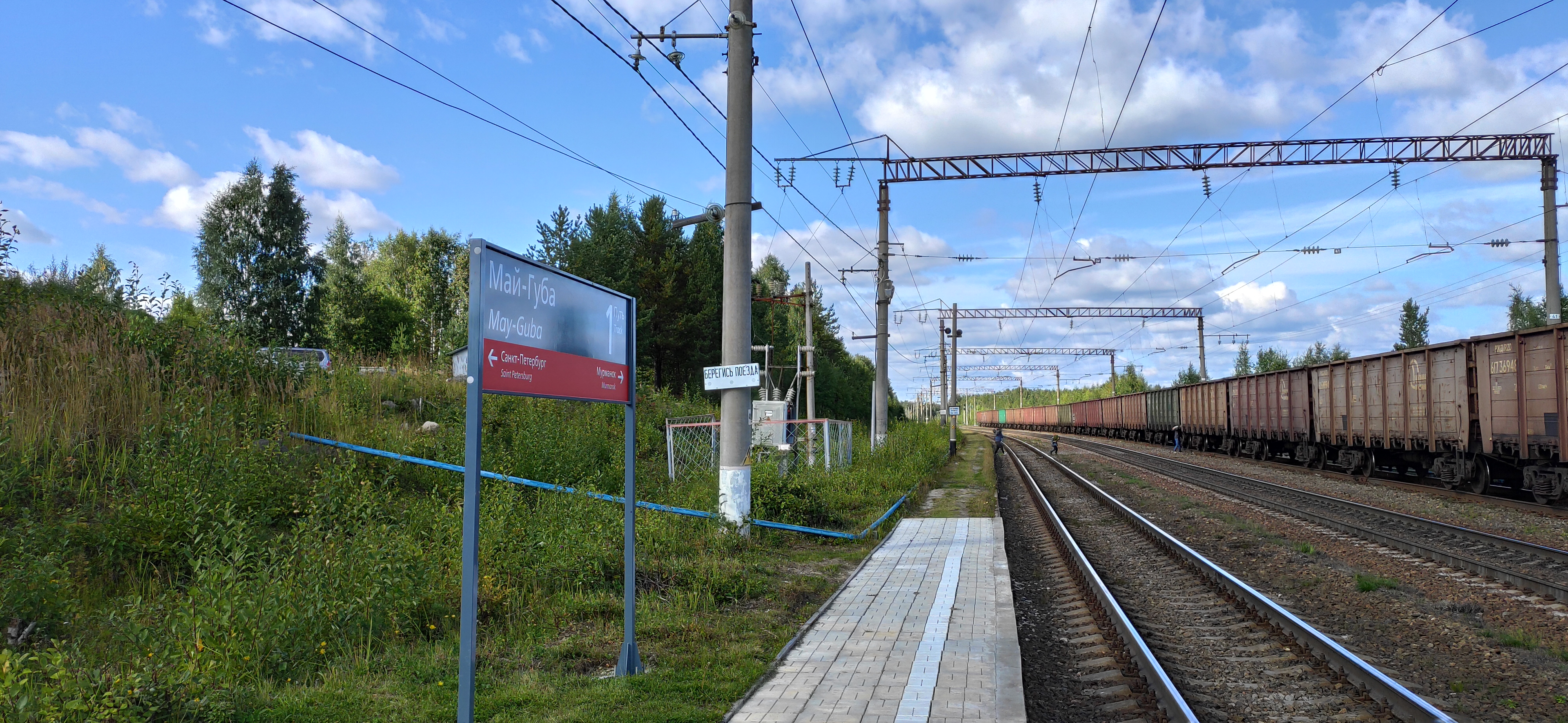
peron, widok w stronę Murmańska
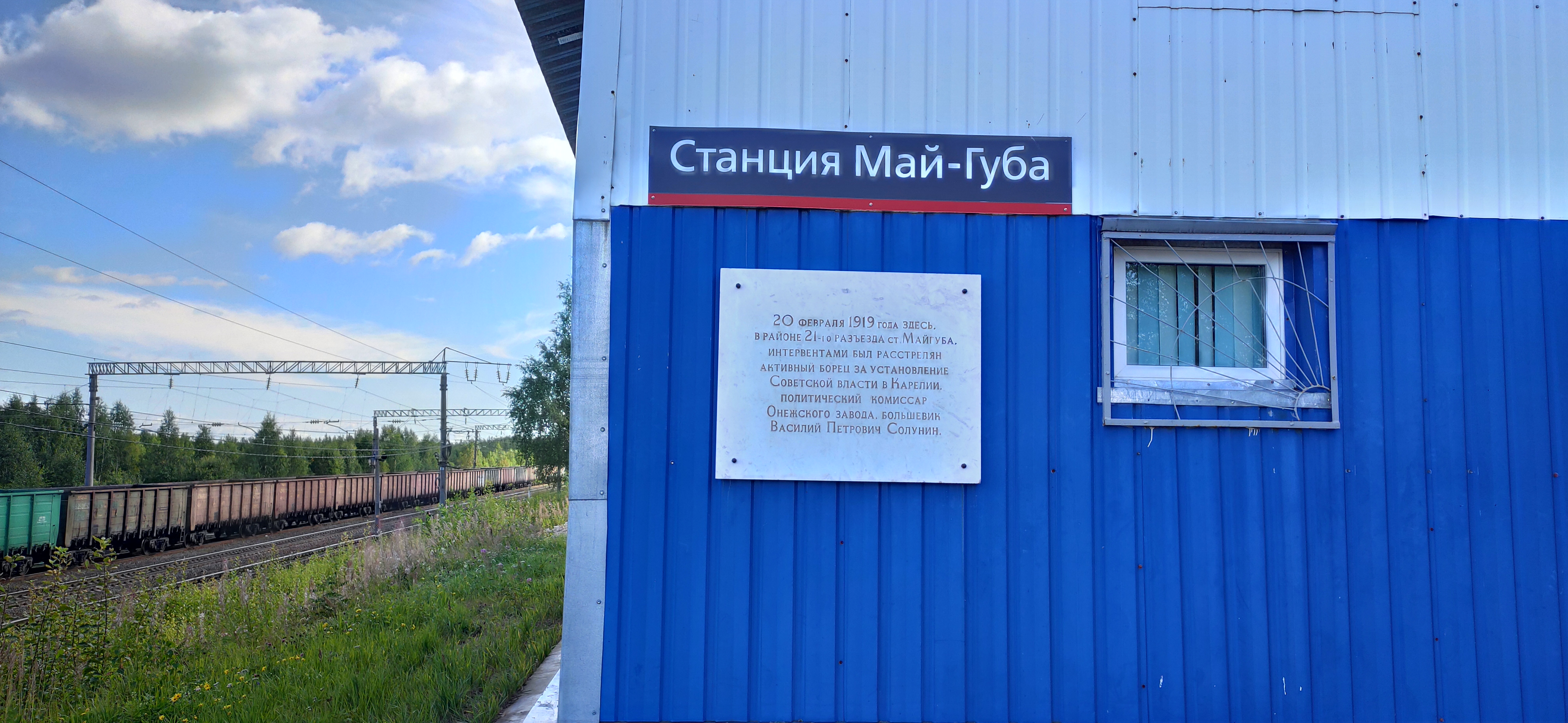
tablica pamiątkowa